# Кеведо, Франсиско де
Франси́ско Го́мес де Кеве́до и Сантиба́ньес Вилье́гас (исп. Francisco Gómez de Quevedo y Santibáñez Villegas, 14 сентября 1580, Мадрид — 8 сентября 1645, Вильянуэва-де-лос-Инфантес) — барочный испанский поэт и прозаик золотого века. Его произведения принадлежат к общепризнанным вершинам испанской литературы.

## Биография
Родился в Мадриде в аристократической кастильской испанской семье, происходившей из региона Кантабрия. Его отец Франциско Гомес де Кеведо служил секретарем Марии Испанской, а мать, урождённая Мария де Сантибаньес, была фрейлиной королевы.
С детства талантливый Кеведо рос в обстановке роскоши королевских дворов, но в возрасте шести лет Кеведо осиротел и стал слушателем Имперской школы, управляемой иезуитами. Затем в 1596—1600 Кеведо прошел курс обучения в университете Алькала-де-Энарес. По оставленным собственным замечаниям, Кеведо самостоятельно изучил основы философии, классические языки, а также арабский, иврит, французский и итальянский языки.
Дружил с Лопе де Вегой и Сервантесом, пикировался с Гонгорой. Много лет служил секретарем неаполитанского вице-короля, герцога Осуны. По его поручению участвовал в дипломатических операциях, которые должны были привести к испанской оккупации Ниццы и Венеции (т. н. заговор Бедмара).
После падения герцога Лермы в 1620 году опала постигла и герцога Осуну. Кеведо также затворился в своем имении. Вернулся ко двору в 1623 году, стал секретарём короля Филиппа IV. В 1639 году за сатирические стихи был арестован и заключён в тюрьму, где провел четыре года. Вышел оттуда совсем больным и вскоре умер.

## Творчество

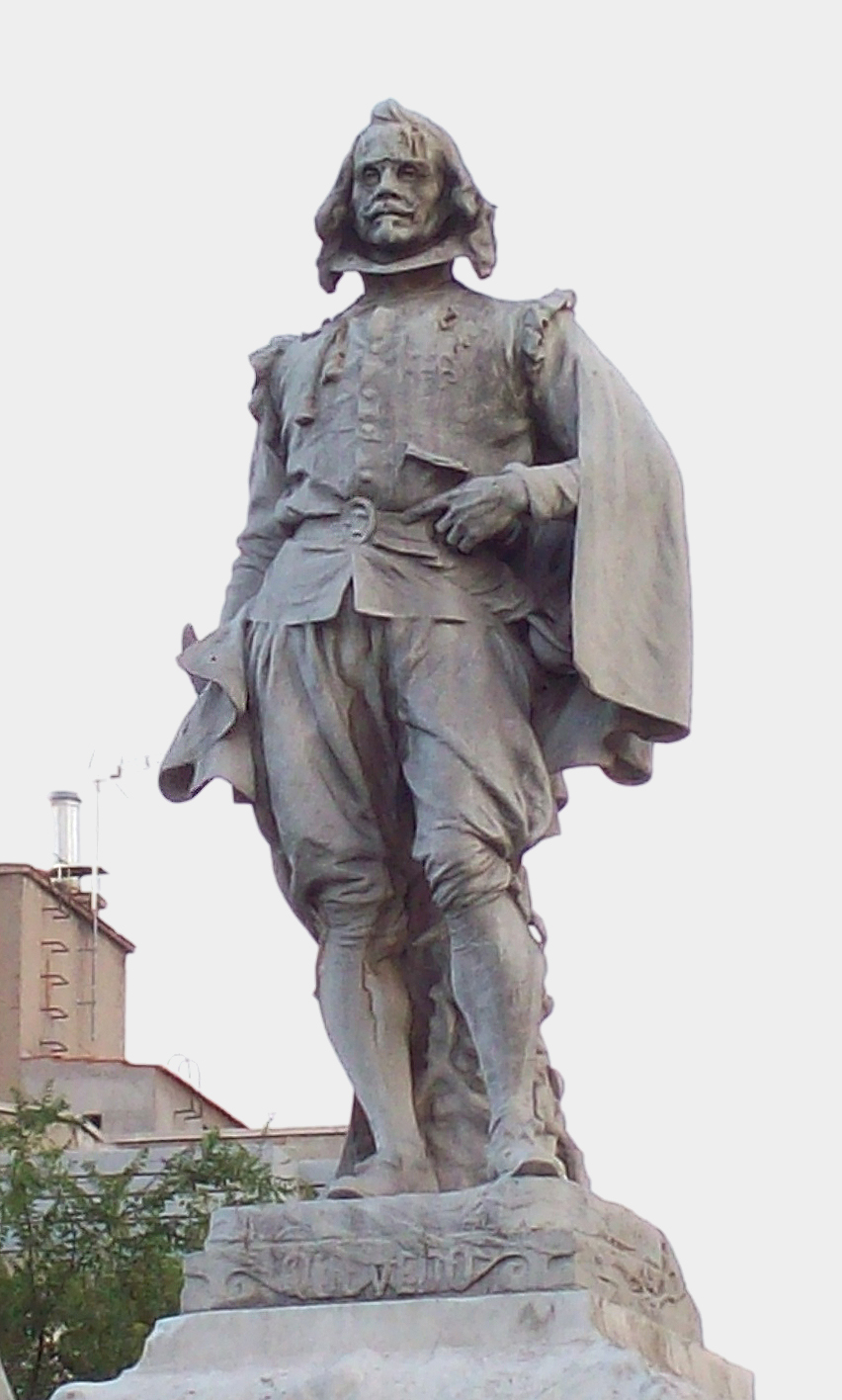
Памятник Кеведо в Мадридe (1902)

Стихи Кеведо были представлены в известной антологии Педро де Эспиносы «Цветник прославленных поэтов» (1605), но собраны в книгу и опубликованы были только после смерти автора. Кеведо — один из двух, наряду с Гонгорой, признанных лидеров поэзии испанского барокко, автор политических, философских и религиозных сочинений, крупнейший сатирик — автор сборника повестей «Сновидения» (1606—1623), плутовского романа «История жизни пройдохи по имени дон Паблос» (1626), сатирической панорамы «Час воздаяния, или Разумная Фортуна» (1636, изд. 1650).
В отличие от Гонгоры, представителя культеранизма, принадлежал к противоположному течению — концептизму.
В XVIII веке традиции его «Сновидений» и плутовской «Истории жизни пройдохи…» развил Диего де Торрес Вильяроэль.

## Образ в кинематографе
Франсиско де Кеведо выведен как второстепенный, но весьма приметный персонаж в историко-приключенческом фильме Агустина Диаса Янеса «Капитан Алатристе» 2006 года, снятом по циклу исторических романов Артуро Перес-Реверте. Роль Франсиско де Кеведо сыграл испанский актёр Хуан Эчанове. В одноимённом телесериале 2015 года его сыграл Мигель Эрмосо Арнао.

## Публикации на русском языке
- История жизни пройдохи по имени дон Паблос. — М.—Л.: Гослитиздат, 1950.
- Избранное. — Л.: Художественная литература, 1980.
- Культистская латиноболтовня// Испанская эстетика. — М.: Искусство, 1977. — С. 141—149.
- Стихотворения. // Поэзия испанского барокко. — СПб.: Наука, 2006. — С. 169—390.